# George Herbert Pethybridge
George Herbert Pethybridge ( 1871 - 1948 ) fue un botánico, y micólogo inglés. Durante muchos años una de las personalidades más destacadas en la patología vegetal en Gran Bretaña. Nacido de una familia bien conocida en los ámbitos jurídico, médico y de los círculos bancarios a través de Cornualles, que pasó sus estudios en Dunheved College, Launceston, y en la Universidad de Gales, Aberystwyth. Desarrolló gran parte de su carrera científica en el "Laboratorio de Fitopatología", del Ministerio de Agricultura del Reino Unido.

## Algunas publicaciones
- 1903. The Leaf-spots of Arum maculatum. Irish Nat. ; 12. 7 pp.
- 1910. Investigations on potato diseases. Ed. Cornell Univ.
- 1916. The Verticillium disease of the potato. Sci. Proc. of the Royal Dublin Soc. N.S. 15: 63-92
- 1919. A destructive disease of seedling trees of Thuja gigantea Nutt. Quarterly J. of Forestry 13: 93-97
- 1919. Notes on some saprophytic species of fungi associated with diseased potato plants and tubers. Trans. of the British Mycological Soc. 6: 104-120

### Libros
- 1899. Beiträge zur Kenntnis der Einwirkung der anorganischen Salze auf die Entwicklung und den Bau der Pflanzen (Aportes al conocimiento de la influencia de las sales inorgánicas en el desarrollo y construcción de la planta). Ed. Kaestner. 95 pp.
- 1905. The vegetation of the district lying south of Dublin: (Pl. 7-12.). En: Proc. of the Royal Irish Academy 25 (6 ) Ed. Hodges, Figgis & Co. 57 pp.
- 1929. Report on the occurrence of fungus, bacterial and allied diseases of crops in England and Wales, for the years 1925, 1926 and 1927. N.º 70 de Miscellaneous publications (Great Britain. Ministry of Agriculture and Fisheries). 75 pp.

## Honores
Fue presidente de la Sociedad Micológica Británica, en 1926.
- La abreviatura «Pethybr.» se emplea para indicar a George Herbert Pethybridge como autoridad en la descripción y clasificación científica de los vegetales.[1]